# Anteliaster indonesiae
Anteliaster indonesiae is een zeester uit de familie Pedicellasteridae.
De wetenschappelijke naam van de soort werd in 1985 gepubliceerd door Aziz & Jangoux.